# Это наш ты
«Это наш ты» (англ. He’s Our You) — десятая серия пятого сезона и девяносто шестая серия в общем счёте телесериала «Остаться в живых». Центральный персонаж серии — Саид Джарра (Навин Эндрюс).

## Сюжет

### Воспоминания
Во флешбэке в его детство Саид наблюдает, как его старшего брата отец заставляет убить курицу в знак возмужания. Он не может этого сделать, тогда за него это делает Саид, чем вызывает восхищение отца. Следующий флешбэк показывает Саида, убивающего мужчину в Москве в то время, когда он работал наёмным убийцей у Бенджамина Лайнуса. Это последний человек в списке Бена, и он оставляет Саида в раздумьях о том, как ему дальше жить. После смерти Джона Локка Бен навещает Саида в Доминикане и пытается уговорить его поехать в Калифорнию, потому что за Хёрли следят. В продолжение событий серии «Остров смерти» Саид встречает в баре Илану, которая умело соблазняет его и затем наставляет на него пистолет. Она оказывается наёмницей, которая была нанята, чтобы доставить Саида на Гуам, к семье одного из убитых им по приказу Бена мужчин (серия «Экономист»). После того, как он увидел, что некоторые из Шестёрки Oceanic собираются лететь тем же рейсом, Саид умоляет Илану поменять билеты, но она отказывается. В самолёте, увидев Бена на борту, он спрашивает, не работает ли Илана на него. Саид описывает Бена как монстра, а Илана спрашивает, с чего бы ей работать на такого человека, как Бен. Саид отвечает: «Я работал».

### 1977 год
В 1977 году, в продолжение событий предыдущей серии, Саид сидит в тюрьме Dharma Initiative. Его допрашивают Гораций Гудспид, лидер Дхармы, Радзински, научный руководитель Дхармы, и Сойер, который, под псевдонимом ЛяФлёр, является начальником безопасности Дхармы. Саид ничего им не говорит, и позже к нему заходит двенадцатилетний Бен Лайнус. Отец Бена, Роджер Лайнус, видит это и наказывает сына за то, что он принёс заключённому еду. Позже к Саиду заходит Сойер, чтобы поговорить один на один. Чтобы спасти Саида, Сойер предлагает ему выдать себя за перебежчика со стороны Других. Саид отказывается, и тогда его отвозят к Олдэму — специалисту Дхармы по допросам («Это наш ты», как описывает его Сойер Саиду). Олдэм даёт Саиду сыворотку правды, что заставляет последнего рассказать всё, что он знает о станциях Dharma Initiative, включая ещё не построенную станцию «Лебедь», и то, что он раньше уже был на Острове. Однако он также говорит, что он из будущего, и из-за этого никто не верит в его историю. По возвращении в тюрьму к Саиду снова заходит Бен, который обещает освободить Саида, потому что хочет присоединиться к Другим. Вечером этого же дня несколько членов Дхармы собираются, чтобы решить судьбу Саида. После пылкой речи новоиспечённой матери Эми все собравшиеся, включая Сойера, голосуют за казнь Саида. Сойер пытается устроить Саиду побег, но тот отказывается, говоря, что понял, зачем вернулся на Остров.
Тем временем, в бараках, Джульет выражает Сойеру своё мнение, что их отношения под угрозой из-за возвращения Кейт на Остров. Кейт узнаёт об их связи от Хёрли. Джульет рада, что Кейт знает, ибо не знала, как именно сообщить, что она теперь с Сойером. Вечером Сойер идёт в дом Кейт и спрашивает, зачем она вернулась на Остров. Однако до того, как она успела ответить, пылающий фургончик Дхармы врезается в один из домов. Пока все заняты тушением пожара, Бен помогает Саиду выбраться из тюрьмы. Во время побега они встречают Джина. Саид вырубает его и забирает оружие. Затем Саид стреляет Бену в грудь и убегает.